# 神奈川県第6区
神奈川県第6区（かながわけんだい6く）は、日本の衆議院議員総選挙における選挙区。1994年（平成6年）の公職選挙法改正で設置。

## 区域
1994年（平成6年）公職選挙法改正からの区域は以下のとおりである。
- 横浜市
  - 保土ヶ谷区
  - 旭区

## 歴史
中選挙区制時代には、全域が神奈川県第4区（1975年（昭和50年）設置）に属した。1994年（平成6年）の小選挙区設置後最初の選挙となった1996年（平成8年）では、民主党の池田元久が新進党候補に5,108票差で競り勝ち議席を得た。2000年からは10年余りにわたって池田と公明党の上田勇が毎回議席を争い、池田2勝・上田3勝という結果になった。2003年には536票差という大激戦を上田が制している。ただし、選挙時の世論の影響か2005年（平成17年）以降は大差が付くことが多く、2000年に上田、2003年に池田が復活当選したのを除くと比例復活者は出ていなかった。2005年は郵政解散の追い風を受けた上田が、2009年（平成21年）には民主党への追い風を受けた池田がそれぞれ大差で勝利を収めている。2012年（平成24年）には、上田が当選して次点だったみんなの党の青柳陽一郎がこの選挙区で9年ぶりに比例復活した。一方、池田は民主党への逆風により3位に沈み議席を失った。2014年（平成26年）も上田が当選し、次点だった維新の党の青柳は再度比例復活となった。
2017年（平成29年）には、立憲民主党から出馬した青柳が3,503票差の接戦を制し初めて小選挙区で当選。重複立候補していなかった上田は落選した。公明党の公認候補が小選挙区で敗北したのは、2009年（平成21年）以来の出来事だった。
2021年（令和3年）の総選挙では公明党から上田に代わり、遠山清彦が比例九州ブロックから国替えして立候補する予定だったが、2021年1月の緊急事態宣言中において銀座のクラブを訪れていたことや、2019年の自身の政治資金収支報告書でキャバクラに政治資金を流用していたことが発覚し、その責任を取る形で議員辞職。公明党はこの選挙区での候補者擁立を断念し、自由民主党が山東昭子以来25年ぶりに候補者を擁立することになった。
4月15日に自由民主党は公募の結果、横浜市会議員の古川直季（旭区選出）を支部長に選任した。10月31日に行われた総選挙では、古川が4,515票差で初当選し、自民党としては当選挙区初の議席を獲得。立憲民主党の青柳は比例復活に回った。遠山と同じく銀座のクラブ訪問を指摘された松本純（1区から出馬し、落選）とは対照的な結果となった。
2024年（令和6年）の総選挙では、青柳が古川に926票差で勝利し議席を奪還。古川は比例復活に回った。

## 小選挙区選出議員
| 選挙名                 | 年     | 当選者     | 党派       |
| ---------------------- | ------ | ---------- | ---------- |
| 第41回衆議院議員総選挙 | 1996年 | 池田元久   | 民主党     |
| 第42回衆議院議員総選挙 | 2000年 | 池田元久   | 民主党     |
| 第43回衆議院議員総選挙 | 2003年 | 上田勇     | 公明党     |
| 第44回衆議院議員総選挙 | 2005年 | 上田勇     | 公明党     |
| 第45回衆議院議員総選挙 | 2009年 | 池田元久   | 民主党     |
| 第46回衆議院議員総選挙 | 2012年 | 上田勇     | 公明党     |
| 第47回衆議院議員総選挙 | 2014年 | 上田勇     | 公明党     |
| 第48回衆議院議員総選挙 | 2017年 | 青柳陽一郎 | 立憲民主党 |
| 第49回衆議院議員総選挙 | 2021年 | 古川直季   | 自由民主党 |
| 第50回衆議院議員総選挙 | 2024年 | 青柳陽一郎 | 立憲民主党 |

## 選挙結果
時の内閣：第1次石破内閣 解散日：2024年10月9日 公示日：2024年10月15日
当日有権者数：37万7258人 最終投票率：54.66%（前回比：1.22%） （全国投票率：53.85%（2.08%））
| 当落 | 候補者名   | 年齢 | 所属党派     | 新旧 | 得票数   | 得票率 | 惜敗率 | 推薦・支持 | 重複 |
| ---- | ---------- | ---- | ------------ | ---- | -------- | ------ | ------ | ---------- | ---- |
| 当   | 青柳陽一郎 | 55   | 立憲民主党   | 前   | 80,207票 | 40.30% | ――     |            | ○    |
| 比当 | 古川直季   | 56   | 自由民主党   | 前   | 79,281票 | 39.84% | 98.85% | 公明党推薦 | ○    |
|      | 塩坂源一郎 | 61   | 日本維新の会 | 新   | 22,994票 | 11.55% | 28.67% |            | ◯    |
|      | 植木眞理子 | 74   | 日本共産党   | 新   | 16,520票 | 8.30%  | 20.60% |            |      |

時の内閣：第1次岸田内閣 解散日：2021年10月14日 公示日：2021年10月19日
当日有権者数：38万1141人 最終投票率：55.88%（前回比：3.49%） （全国投票率：55.93%（2.25%））
| 当落 | 候補者名   | 年齢 | 所属党派     | 新旧 | 得票数   | 得票率 | 惜敗率 | 推薦・支持       | 重複 |
| ---- | ---------- | ---- | ------------ | ---- | -------- | ------ | ------ | ---------------- | ---- |
| 当   | 古川直季   | 53   | 自由民主党   | 新   | 92,405票 | 44.32% | ――     | 公明党推薦       | ○    |
| 比当 | 青柳陽一郎 | 52   | 立憲民主党   | 前   | 87,880票 | 42.15% | 95.10% | れいわ新選組推薦 | ○    |
|      | 串田誠一   | 63   | 日本維新の会 | 前   | 28,214票 | 13.53% | 30.53% |                  | ○    |

- 串田は第26回参議院議員通常選挙で比例区から立候補し当選。

時の内閣：第3次安倍第3次改造内閣 解散日：2017年9月28日 公示日：2017年10月10日
当日有権者数：38万2061人 最終投票率：52.39%（前回比：2.77%） （全国投票率：53.68%（1.02%））
| 当落 | 候補者名   | 年齢 | 所属党派     | 新旧 | 得票数   | 得票率 | 惜敗率 | 推薦・支持     | 重複 |
| ---- | ---------- | ---- | ------------ | ---- | -------- | ------ | ------ | -------------- | ---- |
| 当   | 青柳陽一郎 | 48   | 立憲民主党   | 前   | 86,291票 | 44.59% | ――     |                | ○    |
|      | 上田勇     | 59   | 公明党       | 前   | 82,788票 | 42.78% | 95.94% | 自由民主党推薦 |      |
| 比当 | 串田誠一   | 59   | 日本維新の会 | 新   | 24,424票 | 12.62% | 28.30% |                | ○    |

- 上田は第49回は比例南関東ブロック単独で立候補したが落選。第26回参議院議員通常選挙は比例区から立候補し当選。

時の内閣：第2次安倍改造内閣 解散日：2014年11月21日 公示日：2014年12月2日
当日有権者数：37万3105人 最終投票率：55.16%（前回比：6.19%） （全国投票率：52.66%（6.66%））
| 当落 | 候補者名   | 年齢 | 所属党派   | 新旧 | 得票数   | 得票率 | 惜敗率 | 推薦・支持     | 重複 |
| ---- | ---------- | ---- | ---------- | ---- | -------- | ------ | ------ | -------------- | ---- |
| 当   | 上田勇     | 56   | 公明党     | 前   | 78,746票 | 39.85% | ――     | 自由民主党推薦 |      |
| 比当 | 青柳陽一郎 | 45   | 維新の党   | 前   | 52,368票 | 26.50% | 66.50% |                | ○    |
|      | 三村和也   | 39   | 民主党     | 元   | 43,464票 | 22.00% | 55.20% |                | ○    |
|      | 北谷眞利   | 53   | 日本共産党 | 新   | 23,013票 | 11.65% | 29.22% |                |      |

- 三村は第45回は2区より立候補し、選挙区では敗れるも比例南関東ブロックで当選（第46回は落選）。第48回・49回は神奈川県第18区から立候補したが落選（第48回は希望の党公認）。
- 北谷は2015年の横浜市議会議員選挙（横浜市保土ヶ谷区選挙区）に立候補し当選。

時の内閣：野田第3次改造内閣 解散日：2012年11月16日 公示日：2012年12月4日 最終投票率：61.35%（前回比：8.83%） （全国投票率：59.32%（9.96%））
| 当落 | 候補者名   | 年齢 | 所属党派   | 新旧 | 得票数   | 得票率 | 惜敗率 | 推薦・支持     | 重複 |
| ---- | ---------- | ---- | ---------- | ---- | -------- | ------ | ------ | -------------- | ---- |
| 当   | 上田勇     | 54   | 公明党     | 元   | 82,147票 | 37.37% | ――     | 自由民主党推薦 |      |
| 比当 | 青柳陽一郎 | 43   | みんなの党 | 新   | 69,511票 | 31.62% | 84.62% |                | ○    |
|      | 池田元久   | 71   | 民主党     | 前   | 51,819票 | 23.57% | 63.08% |                | ○    |
|      | 藤井悦雄   | 60   | 日本共産党 | 新   | 16,369票 | 7.45%  | 19.93% |                |      |

時の内閣：麻生内閣 解散日：2009年7月21日 公示日：2009年8月18日 最終投票率：70.18% （全国投票率：69.28%（1.77%））
| 当落 | 候補者名   | 年齢 | 所属党派   | 新旧 | 得票数    | 得票率 | 惜敗率 | 推薦・支持 | 重複 |
| ---- | ---------- | ---- | ---------- | ---- | --------- | ------ | ------ | ---------- | ---- |
| 当   | 池田元久   | 68   | 民主党     | 前   | 132,192票 | 51.76% | ――     |            | ○    |
|      | 上田勇     | 51   | 公明党     | 前   | 94,941票  | 37.18% | 71.82% |            |      |
|      | 藤井美登里 | 53   | 日本共産党 | 新   | 22,464票  | 8.80%  | 16.99% |            | ○    |
|      | 寺島博也   | 47   | 幸福実現党 | 新   | 5,790票   | 2.27%  | 4.38%  |            |      |

時の内閣：第2次小泉改造内閣 解散日：2005年8月8日 公示日：2005年8月30日 （全国投票率：67.51%（7.65%））
| 当落 | 候補者名 | 年齢 | 所属党派   | 新旧 | 得票数    | 得票率 | 惜敗率 | 推薦・支持 | 重複 |
| ---- | -------- | ---- | ---------- | ---- | --------- | ------ | ------ | ---------- | ---- |
| 当   | 上田勇   | 47   | 公明党     | 前   | 123,040票 | 49.89% | ――     |            |      |
|      | 池田元久 | 64   | 民主党     | 前   | 102,429票 | 41.53% | 83.25% |            | ○    |
|      | 佐藤清   | 50   | 日本共産党 | 新   | 21,146票  | 8.57%  | 17.19% |            |      |

- 池田は永田寿康の辞職に伴い、比例南関東ブロックで繰り上げ当選。

時の内閣：第1次小泉第2次改造内閣 解散日：2003年10月10日 公示日：2003年10月28日 （全国投票率：59.86%（2.63%））
| 当落 | 候補者名   | 年齢 | 所属党派   | 新旧 | 得票数   | 得票率 | 惜敗率 | 推薦・支持 | 重複 |
| ---- | ---------- | ---- | ---------- | ---- | -------- | ------ | ------ | ---------- | ---- |
| 当   | 上田勇     | 45   | 公明党     | 前   | 82,269票 | 36.71% | ――     |            |      |
| 比当 | 池田元久   | 62   | 民主党     | 前   | 81,733票 | 36.47% | 99.35% |            | ○    |
|      | 勝又恒一郎 | 40   | 無所属     | 新   | 30,689票 | 13.70% | 37.30% |            | ×    |
|      | 上田恵子   | 36   | 社会民主党 | 新   | 15,854票 | 7.08%  | 19.27% |            | ○    |
|      | 藤井美登里 | 48   | 日本共産党 | 新   | 13,538票 | 6.04%  | 16.46% |            |      |

- 勝又はその後民主党に入党。第44・45回は神奈川県第15区で活動。第46回～48回は神奈川県第3区から立候補したが落選（第48回は希望の党公認）。
- 上田恵子は第45回は千葉県第7区から立候補したが落選。第19回・第20回参議院議員通常選挙に神奈川県選挙区から立候補したが落選。

時の内閣：第1次森内閣 解散日：2000年6月2日 公示日：2000年6月13日 （全国投票率：62.49%（2.84%））
| 当落 | 候補者名   | 年齢 | 所属党派   | 新旧 | 得票数   | 得票率 | 惜敗率 | 推薦・支持 | 重複 |
| ---- | ---------- | ---- | ---------- | ---- | -------- | ------ | ------ | ---------- | ---- |
| 当   | 池田元久   | 59   | 民主党     | 前   | 77,169票 | 34.18% | ――     |            | ○    |
| 比当 | 上田勇     | 41   | 公明党     | 前   | 52,175票 | 23.11% | 67.61% |            | ○    |
|      | 佐藤茂     | 45   | 無所属     | 新   | 45,624票 | 20.21% | 59.12% |            | ×    |
|      | 藤井美登里 | 44   | 日本共産党 | 新   | 26,355票 | 11.67% | 34.15% |            |      |
| 比当 | 土田龍司   | 48   | 自由党     | 元   | 24,444票 | 10.83% | 31.68% |            | ○    |

- 上田は第41回は比例単独候補として当選（新進党）。
- 土田は第43回、第44回は13区から立候補。
- 佐藤は2002年横浜市会議員旭区補欠選挙で当選(自民党)

時の内閣：第1次橋本内閣 解散日：1996年9月27日 公示日：1996年10月8日 （全国投票率：59.65%（8.11%））
| 当落 | 候補者名 | 年齢 | 所属党派   | 新旧 | 得票数   | 得票率 | 惜敗率 | 推薦・支持 | 重複 |
| ---- | -------- | ---- | ---------- | ---- | -------- | ------ | ------ | ---------- | ---- |
| 当   | 池田元久 | 55   | 民主党     | 元   | 60,290票 | 30.98% | ――     |            | ○    |
|      | 土田龍司 | 44   | 新進党     | 前   | 55,182票 | 28.36% | 91.53% |            |      |
|      | 山東昭子 | 54   | 自由民主党 | 新   | 50,411票 | 25.90% | 83.61% |            | ○    |
|      | 堀野祐吉 | 69   | 日本共産党 | 新   | 26,316票 | 13.52% | 43.65% |            |      |
|      | 大川敏彦 | 37   | 自由連合   | 新   | 2,410票  | 1.24%  | 4.00%  |            |      |

- 山東は第19回参議院議員通常選挙で比例区から立候補し当選。